# محاولة انقلاب 2011 في جمهورية الكونغو الديمقراطية
في 27 فبراير 2011، وقعت محاولة انقلاب عسكري في جمهورية الكونغو الديمقراطية، ضد الرئيس جوزيف كابيلا.

## الأحداث
في 27 فبراير 2011، بين الساعة 1:00 و1:30 ظهرًا، هاجمت مجموعتان قوامهما حوالي مائة شخص يرتدون ملابس مدنية مقر الرئاسة في غومبي. وبحسب مصدر أممي في برازافيل، فقد كانوا مجهولين ومدججين بالسلاح.
وفقًا لمصادر مجهولة، جاء المهاجمون من جانب فندق (Grand Hôtel de Kinshasa) وعبروا الحاجز الأول على مستوى مركز التجارة الدولية في الكونغو، قبل أن يتم إيقافهم عند نقطة انطلاق. الحاجز الثاني أمام المبنى الأمني. بعد حوالي خمس عشرة دقيقة، تم طردهم من قبل القوات المسلحة لجمهورية الكونغو الديمقراطية؛ وقُتل سبعة منهم وأُسر ستة عشر.
أثناء الفرار، أطلق بعض المهاجمين النار على طول شارع القوات المسلحة على مستوى معسكر كوكولو، مما تسبب في حالة من الذعر في البلديات المجاورة مثل باندالونغوا ونغيري-نجيري وكينتامبو ولينجوالا.
لم يكن رئيس جمهورية الكونغو الديمقراطية موجودًا في ذلك الوقت، وشوهد في شارع (Boulevard du 30 Juin).
في الساعة 4:00 مساءً، أعلن وزير الاتصالات لامبرت ميندي باللغتين الفرنسية واللينغالا أن الوضع تحت السيطرة وأن المؤسسات القائمة تعمل بشكل طبيعي. في 2 مارس، قال ميندي إن الهجوم كان عملاً إرهابياً وأنه يجري استجواب ما يقرب من 60 مهاجماً على أيدي قوات الأمن. في 3 مارس، قدم التحقيق العام الذي أجرته شرطة كينشاسا إلى الصحافة قائمة بـ 126 شخصًا يشتبه في مشاركتهم في الهجوم على منزل الرئيس وفي معسكر كوكولو. كما عرضت الشرطة متعلقات المتهمين، وهي: أربع قاذفات صواريخ، ومدفع رشاش، وعشر بنادق من طراز أيه كيه-47، وعدة مناجل، وسيارتان.
لقي ستة أشخاص مصرعهم بعد أن أوقفهم الجنود عند حاجز بالقرب من القصر الرئاسي في كينشاسا. وبحسب بعض المصادر الأخرى، قُتل سبعة مهاجمين، بالإضافة إلى اثنين من حراس القصر. أشارت تقارير إخبارية لاحقة إلى مقتل 19 شخصًا، منهم 11 مهاجمًا وثمانية أفراد من قوات الأمن.

## ردود الفعل
في 9 مارس 2011، أعربت المنظمة غير الحكومية أصوات من لا صوت لهم (Voix des sans-voix) عن قلقها بشأن الأحداث والتحقيقات وادّعت أنه تم القبض على الأبرياء، وتعرض بعضهم للتعذيب. وبحسب المنظمة، ففي حوالي الساعة 1 مساءً يوم 2 مارس، تم القبض على اثنين من الطلاب الصغار، في منزلهما في نجيلي من قبل تسعة أشخاص يرتدون ملابس مدنية وتعرضوا للتعذيب. رداً على ذلك، أعلن ميندي أن القضية اتبعت البروتوكول العادي، وتركت للمحكمة قرار من المذنب ومن البريء، وأن التعذيب غير قانوني، ودعى أي ضحية للسعي لتحقيق العدالة.